# Suaeda stellatiflora
Suaeda stellatiflora là loài thực vật có hoa thuộc họ Dền. Loài này được G.L. Chu miêu tả khoa học đầu tiên năm 1978.